# Xa lộ Liên tiểu bang 5
Xa lộ Liên tiểu bang 5 (tiếng Anh: Interstate 5, viết tắt I-5) là một xa lộ liên tiểu bang nam-bắc then chốt nằm trên duyên hải phía tây của Hoa Kỳ. Nó gần như chạy song song với bờ biển Thái Bình Dương từ Canada đến México (tiểu bang Washington đến cực nam tiểu bang California). Nó phục vụ một số thành phố lớn nhất trên duyên hải phía tây của Hoa Kỳ trong đó có thành phố Seattle, Portland, Sacramento, Los Angeles, và San Diego. Nó cũng nối liền các thành phố thủ phủ của tiểu bang Washington (Olympia), Oregon (Salem) và California (Sacramento) lại với nhau. Điểm cuối phía nam của xa lộ này là biên giới Hoa Kỳ-Mexico và điểm cuối phía bắc là biên giới Hoa Kỳ-Canada.  Đây là xa lộ liên tiểu bang duy nhất chạm đến cả hai biên giới phía bắc và phía nam của Hoa Kỳ. Tại biên giới Mexico, xa lộ này được tiếp nối đến thành phố Tijuana, tiểu bang Baja California qua Xa lộ Liên bang 1 của Mexico. Tại biên giới Canada, nó được tiếp nối bởi Xa lộ 99 của tỉnh bang British Columbia để đi đến thành phố Vancouver, British Columbia.
Xa lộ Liên tiểu bang 5 nối liền các thành phố được ghi trên biển chỉ đường tại California (San Diego, Santa Ana, Los Angeles, Oakland, San Francisco, Sacramento, Redding, Mount Shasta, Weed, và Yreka), Oregon (Ashland, Medford, Grants Pass, Roseburg, Eugene, Salem, và Portland), và tiểu bang Washington (Tacoma, Seattle, Everett, Mount Vernon, và Bellingham). Thành phố Vancouver của tỉnh bang British Columbia trở thành thành phố được ghi trên biển chỉ đường tính từ phía bắc thành phố Bellingham. Nó được ghi biển chỉ dẫn là "Vancouver B.C." (thuộc Canada) để tránh nhầm lẫn với thành phố Vancouver, Washington của Hoa Kỳ.
Một trong những thành phố nổi bật được ghi trên biển chỉ đường nhưng Xa lộ Liên tiểu bang 5 không trực tiếp đi đến là San Francisco, nằm khoảng 80 dặm (130 km) về phía tây của xa lộ I-5. Ở phía nam trong vùng Tracy, Xa lộ Liên tiểu bang 580 tách khỏi Xa lộ Liên tiểu 5 để đi về San Francisco trong khi đó ở phía bắc gần Vacaville, Xa lộ Liên tiểu bang 505 cắt ngang I-5 đi về phía nam đến Xa lộ Liên tiểu bang 80 là xa lộ phục vụ thành phố San Francisco. Đoạn xa lộ đi qua ngã các xa lộ I-580, I-80 và I-505 ban đầu từng được dự tính là Xa lộ Liên tiểu bang 5W.

## Diễn tả xa lộ
|            | dặm     | km      |
| ---------- | ------- | ------- |
| California | 796,53  | 1281,89 |
| Oregon     | 308,14  | 495,90  |
| Washington | 276,62  | 445,18  |
| Tổng cộng  | 1381,29 | 2222,97 |

### California

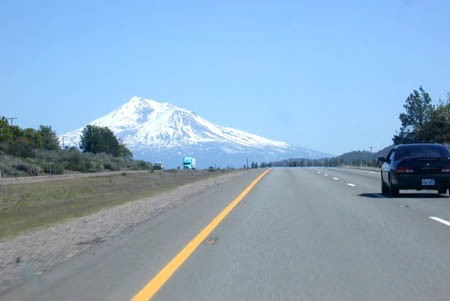
Xa lộ Liên tiểu bang 5 (chiều về hướng nam) đang đi gần đến thành phố Weed và Mt. Shasta.

Điểm cực nam nhất của Xa lộ Liên tiểu bang 5 là biên giới Hoa Kỳ-Mexico tại cửa khẩu San Ysidro, cửa khẩu biên giới quốc tế bận rộn nhất Hoa Kỳ. Bắt đầu tại biên giới trong khu vực San Ysidro thuộc thành phố San Diego, I-5 đi qua các vùng ngoại ô National City và Chula Vista trước khi đến trung tâm thành phố San Diego. Sau đó nó chạy song song theo bờ biển Thái Bình Dương qua các vùng ngoại ô phía bắc của thành phố San Diego, cắt ngang khu vực Đại học California tại San Diego, đi qua 28 dặm (45 km) căn cứ Thủy quân lục chiến Hoa Kỳ là Trại Pendleton ở phía bắc quận San Diego.  Tại đây I-5 được biết với tên gọi là San Diego Freeway.
Tại Dana Point, I-5 quay vào phía đất liền và đi về theo hướng bắc qua Mission Viejo đến nút giao thông lập thể El Toro Y ở miền nam Irvine. I-5 trở thành Santa Ana Freeway khi nó chạy theo hướng đông nam đến tây bắc, băng qua các thành phố chính và khu phụ cận trong Quận Orange và các quận miền nam Los Angeles. Người miền nam California gọi nó là "the 5 Freeway" hay Santa Ana Freeway trong khu vực thành phố Los Angeles. Từ điểm này, nó tiếp tục đi về phía bắc với tên gọi là Xa lộ Liên tiểu bang 405.
Khi đến nút giao thông khác mức Đông Los Angeles, khoảng 1 dặm (1.6 km) về phía đông của trung tâm thành phố Los Angeles, I-5 trở thành Golden State Freeway. Xa lộ tiếp tục đi qua Thung lũng San Fernando và rồi băng Đèo Newhall xuyên qua Dãy núi Santa Susana vào trong Thung lũng Santa Clarita. Đoạn đường dài khoảng 4 dặm (6 km) giữa Thung lũng Santa Clarita và Hồ Pyramid, các làn xe đi hướng bắc và đi hướng nam tách ra và đổi bên với nhau. Các làn xe đi về hướng nam chạy bên phía đông của các làn xe đi về phía bắc. Tại điểm này, Golden State Freeway vượt gắt lên phía bắc qua The Grapevine và từ từ đạt đến đỉnh cao đứng thứ hai của toàn chiều dài của nó, đó là Đèo Tejon (độ cao 4.183 ft (1.275 m)) xuyên qua Dãy núi Tehachapi. Xa lộ sau đó hạ gắt xuống khoảng 12 dặm (19 km) tại Đèo Tejon để xuống tới độ cao khoảng 1.600 foot (490 m) ở Grapevine gần điểm cực nam nhất của Thung lũng San Joaquin, khoảng 30 mi (48 km) về phía nam thành phố Bakersfield và khoảng 4 mi (6,4 km) về phía nam của nơi mà Xa lộ Tiểu bang California 99 tách ra từ nó tại Wheeler Ridge.
Từ Xa lộ Tiểu bang California 99 đến phía nam Tracy, I-5 đi dọc rìa phía tây hẻo lánh của Thung lũng Central rộng lớn, và vì thế tách rời khỏi những trung tâm dân số như Bakersfield và Fresno; các xa lộ tiểu bang của California cung cấp các đường kết nối đến các thành phố này. Xa lộ Liên tiểu bang 580 tách khỏi I-5 tại một điểm nằm ở phía nam Tracy, tạo ra một đường kết nối đến Khu vực Vịnh San Francisco. Sau khi đi qua Tracy, I-5 đi về hướng bắc qua Stockton và Sacramento trước khi quay sang hướng tây đến Woodland. Tại Woodland, xa lộ liên tiểu bang lại đi về hướng tây bắc đến Dunnigan là nơi nó hội tụ với Xa lộ Liên tiểu bang 505.
Từ Dunnigan, I-5 đi dọc theo rìa phía tây của Thung lũng Sacramento đến Red Bluff. Sau đó I-5 vào vùng Shasta Cascade, băng qua Redding và Hồ Shasta trước khi vượt lên độ cao đến gần chân Núi Shasta. Xa lộ sau đó đi đến Weed và Yreka trước khi đến ranh giới tiểu bang Oregon.

### Oregon

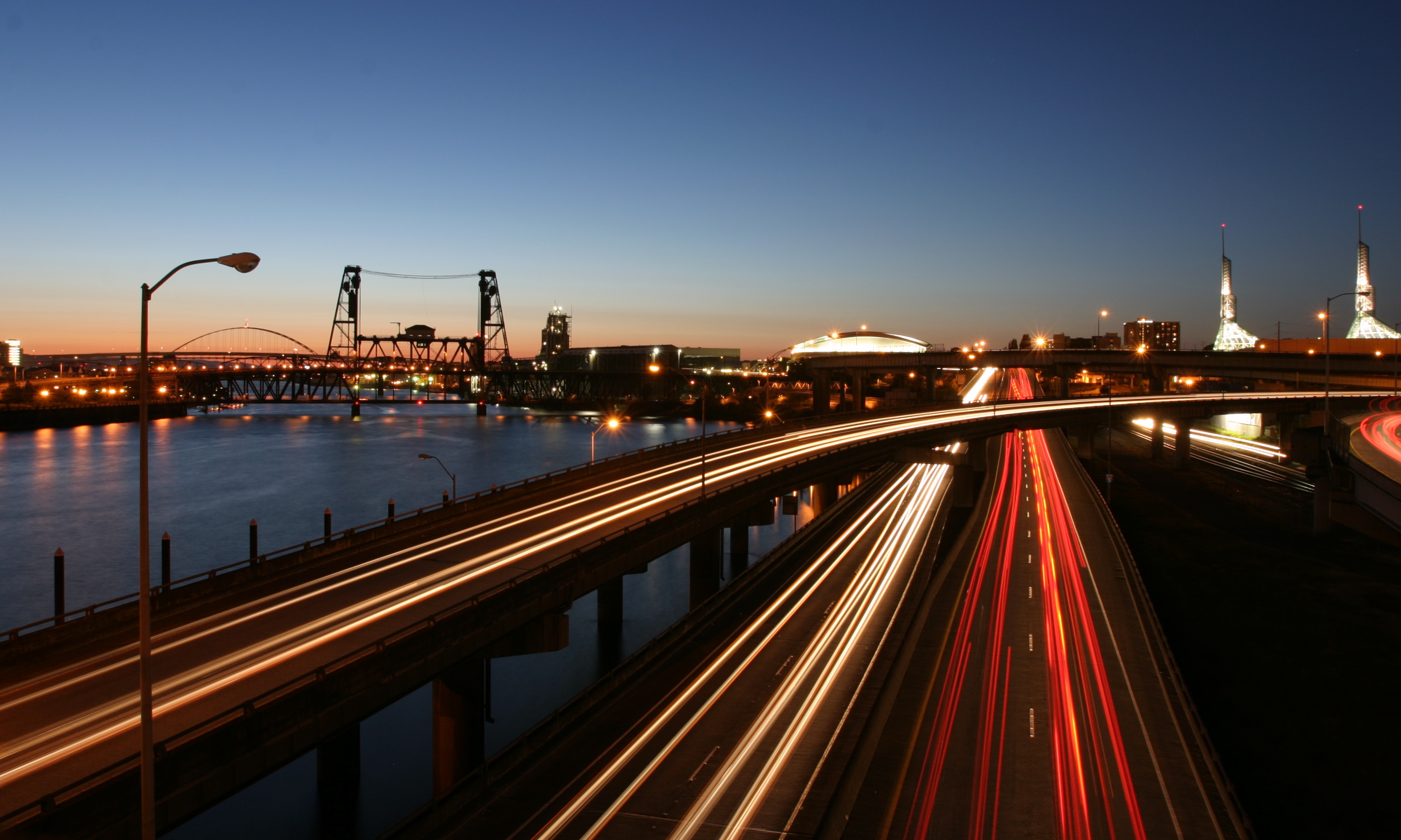
Tại trung tâm Portland, Xa lộ Liên tiểu bang 5 chạy sát sông Willamette và băng qua gần Rose Garden Arena và Trung tâm Hội nghị Oregon.

Khoảng 3 mi (4,8 km) về phía bắc ranh giới California, xa lộ vượt Đỉnh núi Siskiyou cao khoảng 4.310 foot (1.310 m), điểm cao nhất trên xa lộ I-5, và rồi hạ thấp xuống vào Thung lũng Rogue xuyên qua các ngọn núi miền nam Oregon và các thị trấn như Ashland, Medford và Grants Pass. Quay về hướng bắc nó băng qua ba ngọn đèo đến Thung lũng Umpqua và đi qua Roseburg. Các ngọn núi có chiều hướng biến thành những ngọn đồi và khi nó đến gần Cottage Grove, xa lộ vào Thung lũng Sông Willamette. Tại Eugene, xa lộ cắt qua Xa lộ Liên tiểu bang 105, một xa lộ nhánh ngắn dẫn vào trung tâm thành phố Eugene. Một số xa lộ thành phố cắt ngang qua nó trong vùng đô thị Eugene. Xa lộ liên tiểu bang sau đó gần như đi về hướng bắc dọc theo sườn các thành phố Albany và Corvallis băng qua Salem rồi Woodburn. Tại đây đang có dự án làm một xa lộ nhánh ngắn có tên là Xa lộ Liên tiểu bang 305 đi vào thành phố Salem. I-5 có chiều dài khoảng 308 dặm (496 km) bên trong tiểu bang Oregon.
Xa lộ sau đó chạy theo hướng đông bắc một ít và Xa lộ Liên tiểu bang 205 tách ra từ nó ở phía nam Vùng đô thị Portland. Từ đây I-5 băng qua thành phố Tualatin và Tigard trước khi đụng điểm bắt đầu phía nam của Xa lộ Liên tiểu bang 405 và Cầu Marquam.
Sau khi băng ngang Sông Willamette bằng Cầu Marquam, I-5 có các điểm giao tiếp như sau: điểm bắt đầu phía tây của Xa lộ Liên tiểu bang 84 và điểm bắt đầu phía bắc của Xa lộ Liên tiểu bang 405. Sau đó nó tiểp tục đi qua các khu vực phía bắc của thành phố Portland và vượt cầu Interstate vào tiểu bang Washington.

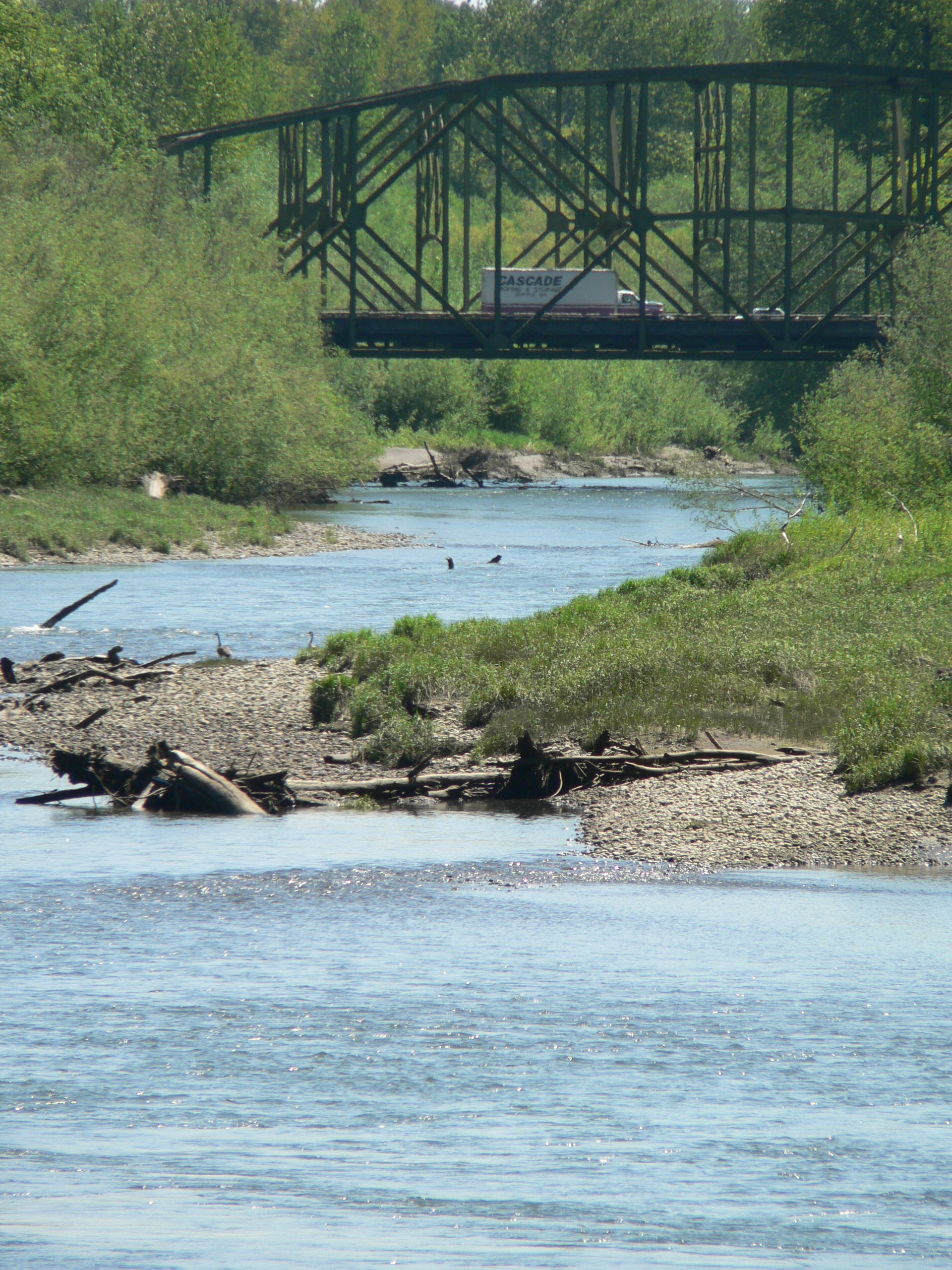
Cầu Xa lộ Liên tiểu bang 5 trên Sông Nisqually gần Tacoma, Washington

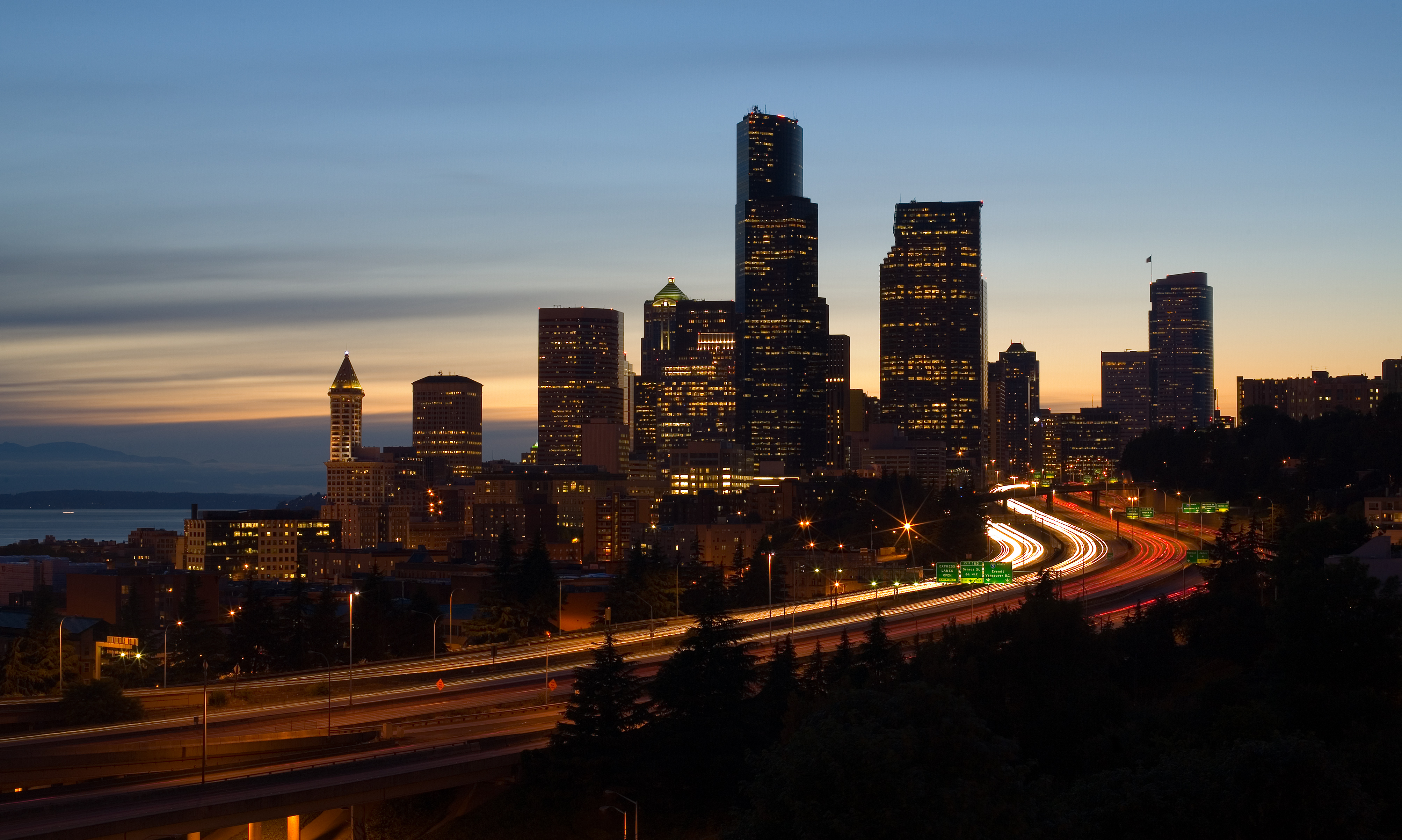
Xa lộ Liên tiểu bang 5 đi qua trung tâm thành phố Seattle.

### Washington
Xa lộ bắt đầu tại tiểu bang Washington trên Sông Columbia và đi vào thành phố Vancouver. Khoảng 7 dặm (11 km) trong tiểu bang này, nó đụng điểm đầu phía bắc của Xa lộ Liên tiểu bang 205 nằm trên rìa phía đông Vùng đô thị Portland-Vancouver. Rồi nó hướng về phía bắc theo hướng tây bắc đến Kelso và Longview. Tại đây nó không còn đi cặp theo khúc cong lớn của Sông Columbia nữa. Tiếp tục đi về hướng bắc qua Willapa Hills, xa lộ dần dần đến Olympia là nơi nó uốn cong gắt sang phía đông. Sau đó nó đi qua Căn cứ liên hợp Lewis-McChord rồi sau cùng đến thành phố Tacoma là nơi nó uốn cong gắt lên hướng bắc đến Seattle.  Cầu Ship Canal đưa nó vượt qua Vịnh Portage vào Seattle.  Xa lộ chạy ra khỏi vùng đô thị Seattle/Tacoma/Everett rồi vượt qua các vùng đất thấp của ba con sông, đi qua Thung lũng Skagit và Vùng đô thị Núi Vernon-Burlington tới thành phố phía bắc là Bellingham rồi đến biên giới Canada tại điểm cửa khẩu giữa Blaine, Washington (Hoa Kỳ) và Surrey, British Columbia (Canada).  Xa lộ British Columbia 99 kết nối với nó ngay biên giới rồi chạy theo hướng tây bắc đến thành phố Vancouver, B.C.
Xa lộ Liên tiểu bang 5 chạy dài khoảng 277 dặm (446 km) trong tiểu bang Washington.

## Lịch sử
Một đoạn đường dài của xa lộ khoảng (trên 600 dặm (970 km)) từ thành phố Stockton, California đến thành phố Portland, Oregon chạy theo rất gần với vết Đường mòn Siskiyou.  Đường mòn này men theo một hệ thống đường bộ hành xưa kia của người bản thổ Mỹ nối liền tây bắc Thái Bình Dương với Thung lũng Central của California.  Khoảng thập niên 1820, những người thợ đánh bẫy thuộc Công ty Hudson's Bay không phải người bản thổ Mỹ đã sử dụng con đường mà ngày nay là I-5 để di chuyển giữa hai nơi mà ngày nay là tiểu bang Washington và California. Trong nữa thế kỷ 19, xe chạy trên đường sắt do lừa kéo, xe ngựa và xe lửa thuộc Đường sắt Central Pacific cũng men theo lối của Đường mòn Siskiyou. Khoảng đầu thế kỷ 20, các con lộ xe đầu tiên được xây dựng dọc theo lối của Đường mòn Siskiyou, nổi bật là Xa lộ Pacific.  Xa lộ Pacific chạy từ tỉnh bang British Columbia đến San Diego, California, và là tiền thân ngay sau đó của phần lớn Quốc lộ Hoa Kỳ 99.  Quốc lộ Hoa Kỳ 99 đến lượt sau đó được dùng làm nền cho phần lớn Xa lộ Liên tiểu bang 5 ngày nay.
Một đoạn lớn đi trật ra khỏi Quốc lộ Hoa Kỳ 99 xưa là đoạn đường Westside Freeway nằm trong Thung lũng Central của California. Để tạo ra một con đường đi theo hướng bắc-nam trực diện hơn và nhanh hơn đi ngang tiểu bang California, người ta quyết định xây dựng một đường cao tốc mới đi đến phía tây và tránh đi ngang qua Fresno, Bakersfield, và phần còn lại của các trung tâm dân số trong khu vực hơn là nâng cấp xa lộ hiện có (đoạn đường này được đặt thành một phần thuộc Xa lộ Tiểu bang California 99).

## Các xa lộ giao cắt chính
California

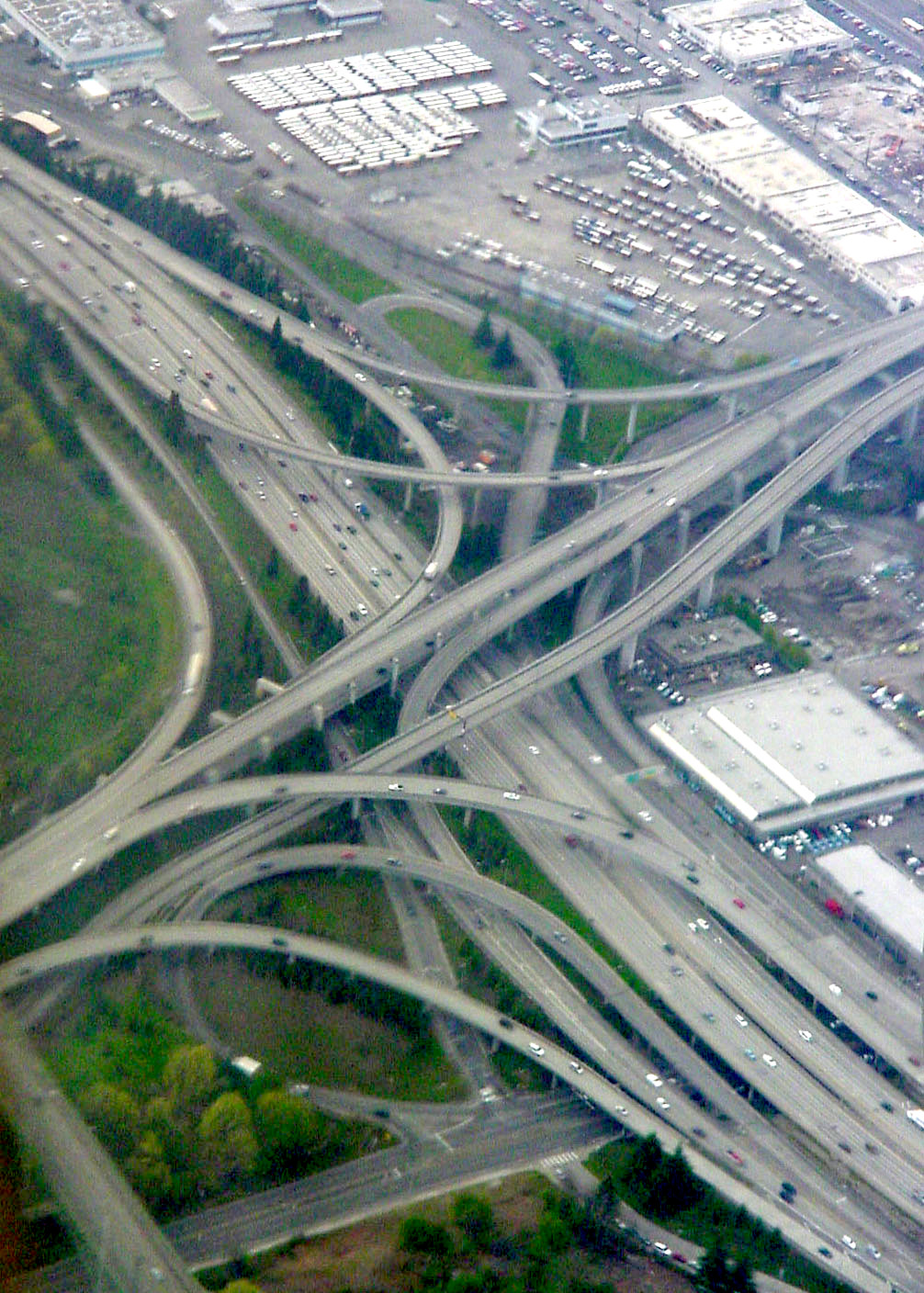
Nhìn về hướng nam, Xa lộ Liên tiểu bang 5 và Xa lộ Liên tiểu bang 90 gặp nhau tại Seattle, Washington.

 Fed. 1 tại Mexican border ở San Ysidro
 I-805 in San Ysidro
 SR 905 on the Nestor–San Ysidro–Otay Mesa West neighborhood line (future I-905)
 SR 15 on the Barrio Logan–Southcrest–Logan Heights neighborhood line (future I-15)
 I-8 in San Diego
 I-405 in Irvine
 I-605 on the Downey–Santa Fe Springs city line
 I-710 in Commerce
 US 101 in Los Angeles
 I-10 in Boyle Heights. The highways travel concurrently through Boyle Heights.
 I-405 on the Mission Hills–Granada Hills neighborhood line
 I-210 in Sylmar
 I-580 southwest of Vernalis
 I-205 south-southwest of Lathrop
 I-305 / US 50 in Sacramento
 I-80 in Sacramento
 I-505 south-southeast of Dunnigan
 US 97 in Weed
Oregon
 US 199 east of Grants Pass
 I-105 on the Eugene–Springfield city line
 US 20 in Albany
 I-205 in Tualatin
 US 26 in Portland
 I-405 in Portland
 I-84 / US 30 in Portland. I-5/US 30 travels concurrently through Portland.
 I-405 / US 30 in Portland
Washington
 I-205 on the Salmon Creek–Mount Vista CDP line
 US 12 south-southeast of Napavine. The highways travel concurrently to Grand Mound.
 US 101 in Tumwater
 I-705 in Tacoma
 I-405 in Tukwila
 I-90 in Seattle
 I-405 on the Lynnwood–Martha Lake–Alderwood Manor line
 US 2 in Everett
Lỗi Lua trong Mô_đun:Jct tại dòng 204: attempt to concatenate local 'link' (a boolean value). at the Canada–US border in Blaine

## Các xa lộ phụ
- San Diego, California - I-805
- Los Angeles, California - I-105
- Los Angeles, California - I-605
- Los Angeles và Quận Cam, California - I-405
- Tracy, California - I-205
- Sacramento, California - I-305 (không gắn biển)
- Zamora, California - I-505
- Eugene, Oregon - I-105
- Portland, Oregon - I-405
- Portland, Oregon và Vancouver, Washington - I-205
- Tacoma, Tiểu bang Washington - I-705
- Seattle, Tiểu bang Washington - I-405

I-5 sẽ có một bộ đầy đủ các xa lộ phụ (105, 205, 305, 405, 505, 605, 705, 805, 905 - các chữ số đầu tiên là chỉ số thứ tự của xa lộ phụ và số 05 là chỉ xa lộ mẹ là Xa lộ Liên tiểu bang 5) sau khi hoàn thành Xa lộ Liên tiểu bang 905 tại San Diego. Hiện tại, Xa lộ Liên tiểu bang 80 và Xa lộ Liên tiểu bang 90 là hai xa lộ liên tiểu bang duy nhất có đầy đủ bộ xa lộ phụ tính theo số.